# Сетранов, Александр Васильевич
Александр Васильевич Сетранов (1913—1997) — советский конструктор автомобилей, лауреат Сталинской премии.
Родился 25.12.1913 в семье рабочего — выходца из деревни.
Окончил автомобильный факультет техникума (1931) и вечернее отделение МАМИ (1936).
В 1931—1934 работал в НАТИ.
С 1934 по 1980 год — на заводе ЗиС (ЗиЛ): конструктор по трансмиссиям, начальник КБ и отдела, главный конструктор по трансмиссиям.
С 1980 г. на пенсии.
Лауреат Сталинской премии за двигатель и коробку скоростей ЗИС-120. Награждён орденами и медалями.
Автор научных статей, переводчик с английского языка технической литературы:
- Проектирование зубчатых конических и гипоидных передач [Текст] : Инструкционные материалы фирмы Глисон (США) / Перевод с англ. инж. А. В. Сетранова ; Под ред. канд. техн. наук В. Ф. Родионова. — Москва : Машгиз, 1963. — 244 с. : ил.; 22 см.